# Amilcare Canevari
Amilcare Canevari (Plasencia, 9 de junio de 1905-Plasencia, 1 de agosto de 1987) fue un deportista italiano que compitió en remo. Ganó una medalla de oro en el Campeonato Europeo de Remo de 1927, en la prueba de ocho con timonel.

## Palmarés internacional
| Campeonato Europeo | Campeonato Europeo | Campeonato Europeo | Campeonato Europeo |
| Año                | Lugar              | Medalla            | Prueba             |
| ------------------ | ------------------ | ------------------ | ------------------ |
| 1927               | Como (Italia)      | Medalla de oro     | Ocho con timonel   |